# Femi Claudius Cole
Femi Claudius Cole (nascida em 1962) é uma política da Serra Leoa. Em 2016 fundou o Partido da Unidade, fazendo dela a primeira mulher serra-leonesa a formar um partido político. Em 2018, ela foi a primeira mulher a concorrer ao cargo de presidente da Serra Leoa. Ela é, também, a única mulher líder de partido em Serra Leoa.

## Juventude
Olufemi Claudius-Cole nasceu em 1962, filha de Rosalind e do Dr. AB Claudius Cole, um médico. Os seus pais fundaram a West End Clinic em Freetown.

## Carreira
Cole era uma enfermeira há mais de vinte anos. Ela trabalhou como enfermeira em Serra Leoa e no exterior. Ela também trabalhou da Clínica West End em Freetown.
As lacunas nos serviços de saúde disponíveis entre os serra-leoneses ricos e pobres, a alta taxa de mortalidade materna e a alta taxa de mortes por doenças evitáveis ou tratáveis motivaram o seu interesse pela política. Cole considerou ingressar num partido político em 2013, mas não conseguiu encontrar um com o qual ela concordasse.

## Partido da Unidade Serra Leoa
Claudius Cole fundou o Partido da Unidade em novembro de 2016. Ela começou a sua campanha presidencial antes do partido ser oficialmente registado em outubro de 2017.
O objectivo do Partido da Unidade é reunir os serra-leoneses de todos os grupos étnicos em um esforço comum para melhorar o país. O principal foco do partido é educação, saúde, criação de empregos e aumento do comércio internacional.
O partido tem escritórios em Bo, Kenema e Makeni.
Cole foi candidata na eleição geral de Serra Leoa, em 2018. Ela foi a única candidata presidencial feminina na eleição e a primeira mulher na história a concorrer ao cargo de presidente da Serra Leoa.
Em parceria com a West End Clinic, ela estabeleceu o Unity Movement Sierra Leone como uma iniciativa de alcance de eleitores através de programas médicos de alcance móvel para tratar a malária, hipertensão, diabetes e outras doenças. A iniciativa incluiu reuniões de cidades em comunidades marginalizadas.
Cole recebeu os endossos de Isata Jabbie Kabbah, ex- primeira-dama de Serra Leoa e da Dr. Nemata Majeks Walker, fundadora do grupo 50/50 Serra Leoa.
O Partido da Unidade ganhou 0,2% dos votos na eleição geral de 2018.